# Nyandika Maiyoro
Nyandika Maiyoro (Kiogoro, 1931 – Kisii, 24 febbraio 2019) è stato un mezzofondista keniota.

## Biografia
Nel 1954 partecipò ai Giochi del Commonwealth dove ottenne il quarto posto nella gara sulle 3 miglia.
Partecipò a due edizioni dei Giochi olimpici gareggiando sui 5000 metri: sia a Melbourne 1956 che a Roma 1960 conquistò l'accesso alla finale, che concluse rispettivamente al settimo e al sesto posto; in quest'ultima occasione stabilì il record africano della specialità con il tempo di 13'52"8.

## Palmarès
| Anno | Manifestazione  | Sede      | Evento       | Risultato | Prestazione | Note  |
| ---- | --------------- | --------- | ------------ | --------- | ----------- | ----- |
| 1956 | Giochi olimpici | Melbourne | 5000 m piani | 7º        | 14'19"0     | [ 2 ] |
| 1960 | Giochi olimpici | Roma      | 5000 m piani | 6º        | 13'52"8     | [ 3 ] |